# 460 Brygada Pancerna
460 Brygada Pancerna (hebr. חטיבה 460, Bnei Or; pol. Synowie Światła) – pancerny związek taktyczny Sił Obronnych Izraela, z siedzibą w bazie wojskowej Shizafon. Brygada podlega Dowództwu Południowemu. 

## Historia
Na początku 1948 w Netanji powstała 11 Szkoła Pancerna. W kwietniu 1948 szkoła przeniosła się do opuszczonej bazy brytyjskiej Tel Letweinsky przy Ramat Gan. Podczas wojny o niepodległość szkoła zawiesiła działalność, a wszystkie pojazdy wojskowe weszły w skład 8 Dywizji Pancernej. We wrześniu 1949 utworzono bazę Tzrifin przy Be’er Ja’akow. Baza pełniła funkcję centrum szkoleniowego wojsk pancernych i otrzymała nazwę 5 Szkoły Pancernej (Bislash). W 1954 szkoła przeniosła się do bazy Emmanuel. Po Kryzysie sueskim w 1956 szkoła została podniesiona do rangi 454 Dywizji Pancernej. Szkoła napotykała jednak na poważne trudności, ponieważ baza Emmanuel nie posiadała poligonu strzeleckiego dla czołgów.
Po wybuchu wojny Jom Kipur w 1973 z części czołgów ze szkoły utworzono 460 Brygadę Pancerną. Po wojnie obie jednostki nadal istniały samodzielnie, jednak 460 Brygada była wykorzystywana do szkolenia dowódców wojsk pancernych. W 1982 brygada wzięła na krótko udział w wojnie libańskiej. W 1985 szkoła przeniosła się w pobliżu bazy wojskowej Shizafon na pustyni Negew. W 2003 nastąpiło połączenie 454 Dywizji Pancernej z 460 Brygadą, przy czym brygada weszła w skład 366 Dywizji Pancernej.

## Zadania
Jest to brygada szkoleniowa, do której zadań należy szkolenie żołnierzy wojsk pancernych. Proces nauki odbywa się w obozie szkoleniowym Shizafon (Suntan) i 5 Szkole Pancernej (Bislash) na pustyni Negew. Centra szkoleniowe są podporządkowane pod Dowództwo Wojsk Lądowych, które dostosowuje systemy szkoleń do zmieniających się koncepcji współczesnego pola walki i potrzeb obronności państwa.
W sytuacji wojny lub konfliktu zbrojnego brygada podlega rozkazom Dowództwa Południowego i realizuje powierzone zadania na południowym froncie.

## Struktura
460 Brygada Pancerna wchodzi w skład Dywizji Edom i podlega Dowództwu Południowemu Sił Obronnych Izraela.
Jednostki szkoleniowe:
- 195 szkolny batalion pancerny (Adam) – prowadzi podstawowe szkolenie czołgistów na czołgach Merkawa Mk 2.
- 196 szkolny batalion pancerny (Shahak) – prowadzi szkolenie dowódców czołgów dla potrzeb trzech operacyjnych brygad pancernych
- 198 szkolny batalion pancerny (Ezuz) – prowadzi zaawansowane szkolenie czołgistów na czołgach Merkawa Mk 3 dla 188 Brygady Pancernej
- 532 szkolny batalion pancerny (Shelah) – prowadzi zaawansowane szkolenie czołgistów na czołgach Merkawa Mk 4 dla 401 i 7 Brygady Pancernej
- pancerny batalion rozpoznawczy (Magen) – prowadzi dodatkowe szkolenia specjalistyczne czołgistów[4].

## Uzbrojenie
Na uzbrojeniu 460 Brygady Pancernej znajdują się czołgi podstawowe Merkawa w wersjach Mk 2, Mk 3 i Mk 4.

## Dowódcy
- Gabriel Amir (1973–1974)
- Josi Peled (1974–1975)
- Awiram Gilad (1975–1976)
- Dan Wardi (1976–1977)
- Amram Micna (1977–1978)
- Gijjora Lew (1978–1979)
- Ami Morag (1979–1981)
- Chagaj Kohen (1981–1982)
- Natan Golan (1982–1983)
- Icchak Rabin (1983–1984)
- Josi Melamed (1984–1986)
- Ken Cwika–Tor (1986–1988)
- Matka Planet (1988–1990)
- Amos Malka (1990–1992)
- Cewi Gendelman (1992–1993)
- Jiftah Ron–Tal (1993–1995)
- Udi Adam (1995–1997)
- Dan Biton (1997–1999)
- Szemu’el Rosenthal (1999–2001)
- Sammy Turgeon (2001–2002)
- Guy Cur (2002–2003)
- Pink Pioneers (2003–2005)
- Tamir Hejman (2005–2006)
- Guy Goldstein (2006–2008)
- Bar Guj–Lew (2008–)